# Nicosia
 Denne artikel omhandler byen Nicosia. Der er også andre byer med dette navn, se Nicosia (Italien).
Nicosia (græsk: Λευκωσία, tr. Lefkosía; tyrkisk: Lefkoşa) er Cyperns hovedstad beliggende ved floden Pedieos. Byen er Cyperns økonomiske, politiske og kulturelle centrum.

## Historie
Nicosia var en bystat kendt som Ledra eller Ledrae i oldtiden. Kongen af Ledra, Onasagoras vides at have betalt tribut til Esarhaddon af Assyrien i 672 f.Kr.. Da byen modtog sin første kristne biskop, Trifillios, i 348 blev byen kaldt Lefkousia eller Ledra.
Stadig kendt som Lefkosia blev byen øens hovedstad omkring det 10. århundrede. Byen var vokset i betydning bl.a. grundet truslerne mod kystbyerne Paphos og Salamis, hvilket fik mange til at flygte til det centralt placerede Lefkosia.
Som sæde for de Lusignanske konger af Cypern siden 1192 blev det en Venetiansk besiddelse i 1489, men faldt til det Osmanniske Rige i 1571. 
Eksonymet "Nicosia" dukkede op med ankomsten af Lusignanerne.[kilde mangler] I den frankiske æra ekspanderede byen kulturelt og det 15. og 16. århundrede så en rejsning af en række paladser, kirker og klostre. 
Osmannerne belejrede byen i 1570, hvilket kostede omtrent 20.000 indbygger livet. Menneskeskabte og naturlige katastrofer ramte byen i det 19. århundrede. Tyrkerne knuste en anti-osmanniske revolte i 1821. 
Kolera ramte byen i 1835 og en brand ødelagde store dele af Nicosia i 1857. Det Britiske Imperium fik kontrol med øen i 1878 og Nicosia blev hovedstad i den nye britiske koloni.
Nicosia var scene for ekstrem vold i perioden op til cypriotisk selvstændighed i 1960. Siden det græskstøttede kup og den tyrkiske invasion der fulgte efter i 1974, har dele af byens nordlige sektor været i den FN kontrollerede bufferzone.

## Klima
| Vejr for Nicosia                | Vejr for Nicosia | Vejr for Nicosia | Vejr for Nicosia | Vejr for Nicosia | Vejr for Nicosia | Vejr for Nicosia | Vejr for Nicosia | Vejr for Nicosia | Vejr for Nicosia | Vejr for Nicosia | Vejr for Nicosia | Vejr for Nicosia | Vejr for Nicosia |
|                                 | Jan              | Feb              | Mar              | Apr              | Maj              | Jun              | Jul              | Aug              | Sep              | Okt              | Nov              | Dec              | År               |
| ------------------------------- | ---------------- | ---------------- | ---------------- | ---------------- | ---------------- | ---------------- | ---------------- | ---------------- | ---------------- | ---------------- | ---------------- | ---------------- | ---------------- |
| Gennemsnitlig maks °C           | 15,3             | 16,2             | 19,2             | 24,2             | 29,3             | 33,8             | 36,6             | 36,5             | 33,4             | 28,1             | 22,1             | 17,1             | 26               |
| Gennemsnitlig min °C            | 5,4              | 5,7              | 7,2              | 10,6             | 14,6             | 18,9             | 21,6             | 21,3             | 18,6             | 14,7             | 10,1             | 7,1              | 13               |
| Gennemsnitlig nedbør mm         | 55               | 42               | 28               | 20               | 24               | 18               | 6                | 1                | 12               | 17               | 55               | 66               | 344              |
| Kilde (20. april 2017): TurVejr |                  |                  |                  |                  |                  |                  |                  |                  |                  |                  |                  |                  |                  |

## Infrastruktur
Nicosia er beliggende cirka midt på øen, og mange veje fører derfra i et system af stjerneformede udfaldsveje. Motorvejen A1 forbinder Nicosia med sydkystmotorvejen, mens A9 fører i vestlig retning mod Troodos-bjergene.
I den nordlige del af byen er Ercan Lufthavn placeret, der omkranses af en firesporet vej, mens den sydlige del af byen betjenes af Larnaka Lufthavn. Nicosias gamle lufthavn blev spærret i 1974, da den ligger i FN-beskyttelseszonen.

## Sport
Fodbold er den vigtigste sport i Cypern, og Nicosia er hjemsted for tre af øens store hold, AC Omonia,Olympiakos Nicosia og Apoel. De to hold, der dominerer cypriotisk fodbold; Omonia og APOEL deler rekorden i antal af vundne mesterskaber og APOEL har rekorden i antal af Cypern cups vundet. Alle disse hold spiller på Neo GSP Stadium, det største stadion på Cypern, med kapacitet til 23.400 tilskuere. Det andet store stadion i Nicosia er Makario Stadium med kapacitet til 16.000. 
Omonia og Apoel har deres egne basketball- og volleyballafdelinger. Apoel er stor inden for basketball såvel som klubben Keravnos Strovolos. Indenfor atletik  er Nicosias hovedklub Gymnastic Club Pancypria (GSP), som også ejer fodboldstadionet GSP. Desuden er alle hold i Futsal Første Division fra Nicosia. 
Nicosia var vært for ISSF World Cup i år 2000. Desuden var byen vært for to basketballarrangementer; European Saporta Cup i 1997 og FIBA Europe All-Star Game i 2005 i Eleftheria Indoor Hall, som er det største basketballstadium i Cypern med plads til 6.500 siddende tilskuere. Lefkotheo er volleyballstadionet i Nicosia. Begge stadioner er hjemsted for Omonia og APOEL. En anden nævneværdig sportsarrangement, som blev afholdt i Nicosia, er De små europæiske staters lege tilbage i 1989.

## Venskabsbyer
- Lissabon, Portugal
- Schwerin, Tyskland (1974)
- Athen, Grækenland (1988)
- Odessa, Ukraine (1996)
- Shiraz, Iran (1999)
- Bukarest, Rumænien (2004)
- Shanghai, Kina (2004)
- Barcelona, Spanien (2004)
- Beirut, Libanon (2004)
- Mexico City, Mexico (2004)
- Milan, Italien (2004)
- Abu Dhabi, Forenede Arabiske Emirater (2004)

## Fodnoter
1. ↑  www.mof.gov.cy (fra Wikidata).
2. ↑  "Vejret i Nicosia året rundt". turvejr.com.